# Związek Polskich Robotniczych Klubów Sportowych
Związek Polskich Robotniczych Klubów Sportowych – organizacja robotniczych klubów sportowych działająca w Zabrzu od 1934 roku. W 1937 zmieniła nazwę na Związek Polskich Klubów Sportowych „Siła”. Posiadał oddziały m.in. w Bytomiu i Gliwicach. Związek został rozwiązany przez władze niemieckie w 1939 roku.